# Lucius Calpurnius Piso Frugi
Lucius Calpurnius Piso Frugi was een Romeins politicus en historicus. Hij hield het ambt van consul in 133 v.Chr. en is vooral bekend vanwege zijn annalistisch werk. 
Hij doorliep de gewone Romeinse cursus honorum en werd tribuun in 149 v.Chr.. Daarna werd hij in 139 v.Chr. praetor en in 133 v.Chr. consul. Waarschijnlijk heeft hij ook het ambt van censor bekleed. 
Hij heeft een historisch werk over de geschiedenis van Rome geschreven, namelijk de Annales. Het werk was zeer rigide in opbouw en strikt annalitisch. Het behandelde de geschiedenis vanaf Aeneas tot de eigen tijd (ca. 146 v.Chr.). Het bestond uit zeven boeken. De invloed van Cato is duidelijk zichtbaar: er werden verschillende redevoeringen in opgenomen en ook had het werk een sterk moraliserend karakter en was het in het Latijn opgesteld. Van Piso Frugi's Annales is amper iets overgeleverd en het werk werd dan ook zeer bekritiseerd door Cicero omwille van zijn stijl en door Livius omwille van de onbetrouwbaarheid. Hij was ook degene die zorgde voor de herovering van Enna tijdens de Eerste Slavenoorlog in Sicilië.